# FSK Trapshit
FSK Trapshit è il primo album in studio del collettivo italiano FSK Satellite, pubblicato il 12 luglio 2019 per l'etichetta Thaurus e distribuito da Universal Music.

## Accoglienza
| Recensione      | Giudizio |
| --------------- | -------- |
| La casa del rap | 6/10     |
| Ondarock        | 6/10     |
| Rockit          | Positivo |
| Rockol          |          |

FSK Trapshit è stato accolto in maniera neutra dalla critica. Eugenio Ronga de La casa del rap lo considera «un progetto con una forte identità», aggiungendo che è «un embrione che deve crescere ancora parecchio». Ondarock critica i contenuti del disco e l'uso frequente della parola "negro", ritenendo tuttavia che «lungo FSK Trapshit emergono anche spunti brillanti e inattesi».

## Tracce
Musiche di Greg Willen, eccetto dove indicato.
1. Up – 2:24 (testo: Taxi B)
2. No spie – 2:21 (testo: Taxi B & Sapobully)
3. Catene Jesus – 3:10 (testo: Taxi B & Sapobully & Chiello)
4. 4L (feat. Rosa Chemical) – 2:17 (testo: Sapobully)
5. Ok No Play – 2:08 (testo: Chiello)
6. La prova del cuoco – 2:36 (testo: Taxi B & Sapobully & Chiello)
7. Melissa P – 2:46 (testo: Taxi B & Chiello – musica: Dbackinyahead)
8. Non è mia – 2:36 (testo: Sapobully & Chiello)
9. Canottiera White – 2:02 (testo: Sapobully)
10. Abbiamo – 1:41 (testo: Taxi B & Chiello – musica: Luca La Piana)
11. Pickup (feat. Daytona KK) – 2:54 (testo: Taxi B & Sapobully & Chiello)

Revenge − tracce bonus nella riedizione
1. Bla bla – 2:07 (testo: Taxi B & Chiello)
2. Ansia no – 2:28 (testo: Taxi B & Sapobully & Chiello)
3. Camoscio – 3:00 (testo: Taxi B & Sapobully & Chiello – musica: Beakonthenight)
4. Capi della trap (feat. Gué Pequeno) – 2:44 (testo: Taxi B & Sapobully & Chiello)
5. Non farcelo fare – 2:32 (testo: Sapobully & Chiello)
6. Fragola eroina – 3:36 (testo: Sapobully & Chiello – musica: Leo_glory121)
7. Più di un kilo – 2:36 (testo: Taxi B & Chiello)

## Classifiche

### Classifiche settimanali
| Classifica (2020) | Posizione massima |
| ----------------- | ----------------- |
| Italia            | 5                 |

### Classifiche di fine anno
| Classifica (2019) | Posizione |
| ----------------- | --------- |
| Italia            | 82        |
| Classifica (2020) | Posizione |
| Italia            | 32        |